# Vanna Venturi House

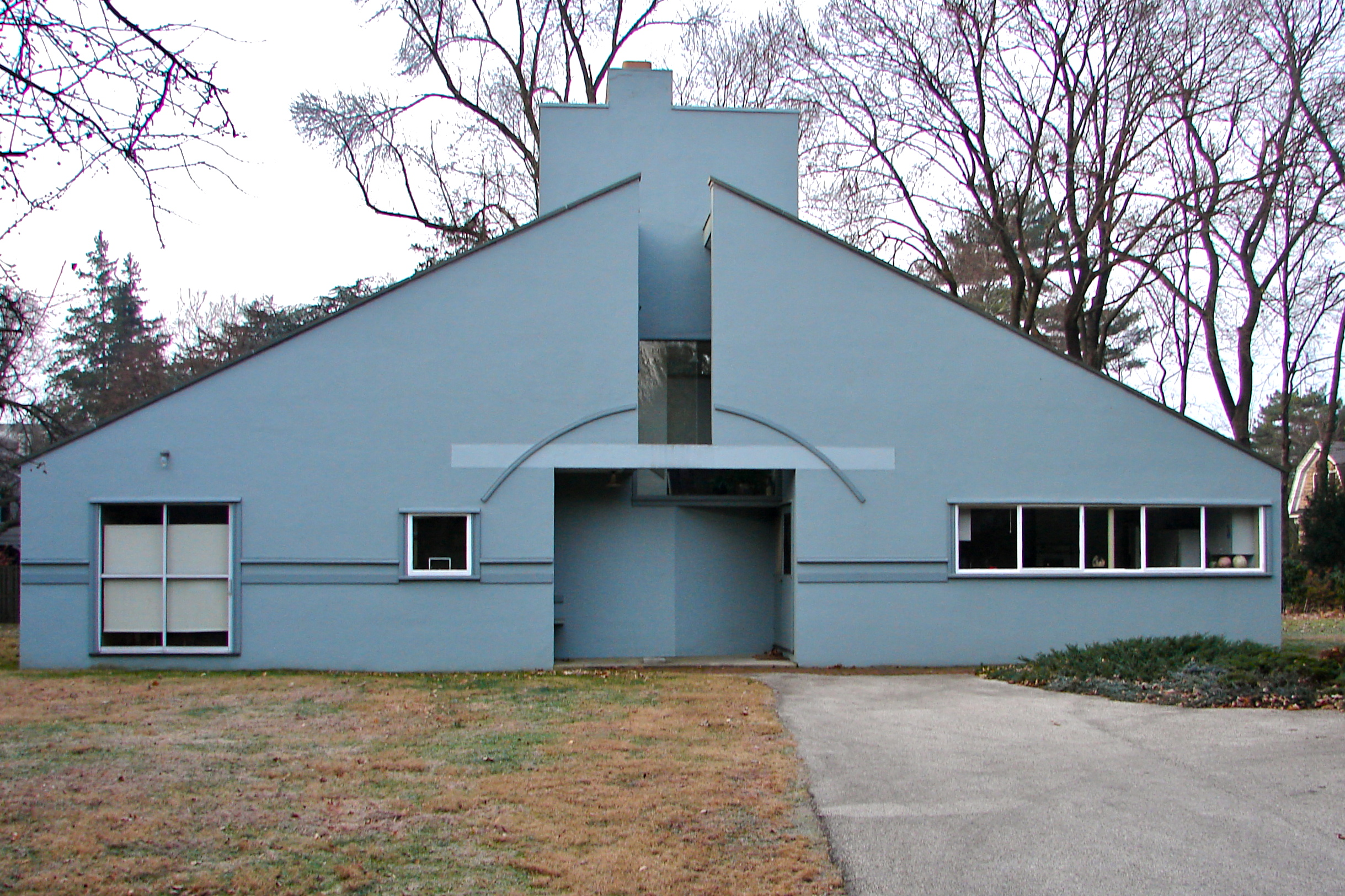
Vanna Venturi House.

Vanna Venturi House, även kallat Chestnut Hill House, är ett enfamiljs bostadshus i området Chestnut Hill i Philadelphia, Pennsylvania (USA). Huset ritades av arkitekten Robert Venturi som fått uppdraget att rita en bostad åt sin mor Vanna Venturi. Villan byggdes mellan 1962 och 1966 och var ett av Robert Venturis första uppförda byggnadsverk och kom att bli startskottet i dennes arkitektkarriär. Byggnaden stod klar i samband med publikationen av Venturis postmodernistiska manifest Complexity and Contradiction in Architecture och bär tydliga spår av dessa idéer i sin utformning. Av många anses den som den allra första postmoderna byggnaden.
Arkitekturen är såväl komplex som lekfull och utforskande och innehåller många historiska referenser och stilelement, vilka dock konsekvent har omtolkats och tillspetsats. Planen utgörs av en relativt långsmal rektangel och använder sin bredsida som huvudfasad. Taket har formen av ett delat sadeltak med gaveln åt bredsidan. Den rektangulära exteriören står i kontrast mot interiörens sneda väggar och buktande ytor och en hög detaljrikedom som utstrålar Venturis motto "Less is a bore ". I bottenvåningen ligger köket, badrummet, vardagsrummet och moderns sovrum, medan det på övervåningen finns en takterrass och ett gästrum. Den öppna spisen i vardagsrummet har en kraftig murstock som accentueras även exteriört av ett upphöjt skorstenstorn.